# Social opfindelse
En social opfindelse er en ny lov, organisation, procedure eller teknologi, der gennem innovation ændrer på måderne, vi relaterer os til hinanden. Sociale opfindelser løser eller forebygger sociale og samfundsmæssige problemer. Det kan fx være initiativer inden for velfærd, sundhed, kriminalitetsforebyggelse, frivillighed eller medborgerskab. Når den sociale opfindelse skaber social værdi, kan man tale om en social innovation. 

## Begrebets historie
I 1911 skrev psykologen James Mark Baldwin en artikel i 'The Individual and Society or Psychology and Sociology', som han kaldte 'Social Invention and Progress'. Heri beskrev han, at individuel udvikling ikke kun sker som imitation og efterligning, og at tilsvarende kan overføres til samfundet: ”Is there no further process than that which conserves the social tradition through imitative reproduction? Is there no function of invention and discovery?" Han hævdede, at “In the individual, invention is as natural as imitation. Indeed imitation is rarely free from invention”. Baldwin nærmer sig ikke en definition af sociale opfindelser, men opremser dog i artiklen en rækker eksempler, nemlig først og fremmest moral, religion, lovgivning om ægteskab og skilsmisse, straf og sanktioner.
I 1958 anvendes termen ’Social Inventions’ på New York University, hvor det er titlen på et 2. semesterseminar med undertitlen ”The Analysis and Evaluation of Attempts to Develop an Applied Social Science” og udbydes af professor Alfred de Grazia. Her forstås sociale opfindelser altså meget bredt, som et forsøg på hvad man kan kalde anvendt socialforskning. På seminarets litteraturliste forekommer i øvrigt James Mark Baldwins ovennævnte artikel. 
Fra 1970 og frem domineres det lille faglige felt af D. Stuart Conger, som i 1974 udgav ”Social Inventions: Saskatchewan NewStart”, som er revideret i 2006. D. Stuart Conger præsenterede den første egentlige definition på sociale opfindelser. Han beskrev sociale opfindelser således: “A social invention is a new law, organization or procedure that changes the ways in which people relate to themselves or to each other, either individually or collectively. It solves a particular social problem, or makes possible hitherto unattainable social order or progress.”

## Nutidige eksempler på sociale opfindelser
- Babysimulatorer til par med udviklingshæmning

I Udviklingshæmmedes Landsforbunds babyprojekt kan unge par med udviklingshæmning låne en intelligent babysimulator for at finde ud af, om deres drømme om at få børn er realistiske.
- CanConnect

CanConnect er en simpel brugergrænseflade til Skype, som gør videotelefoni let og tilgængelig for mennesker med fysiske og psykiske handicap.
- Familierådslagning

Familierådslagning er en metode, hvor familie og netværk inddrages i at løse familiens problemer. Familierådslagning er opfundet i New Zealand og udbredt over hele verden.

## Historiske eksempler på sociale opfindelser
- §68 i Bistandsloven fra 1976

Lovændringen muliggjorde bofællesskaber for mennesker med handicap og pegede frem mod helt nye måder at give mennesker med handicap et godt liv.
- Folkehøjskolen

Den første folkehøjskole i 1844 var en verdensnyhed for så vidt måden at organisere uddannelse.
Andelsbevægelsen, folkeskolen, bibliotekerne og børnehaven er ligeledes eksempler på historiske sociale opfindelser.